# المرض الأكثر فتكا في أمريكا (فلم)
المرض الأكثر فتكا في أمريكا (بالإنجليزية: The Deadliest Disease in America)، هُو فيلم وثائقي أمريكي صدر سنة 2010 وأخرجته كريستال إيمري.

## وصلات خارجية
- المرض الأكثر فتكا في أمريكا  في قاعدة بيانات الأفلام على الإنترنت (بالإنجليزية)